# Справа № 39
Справа № 39 (англ. Case 39) — американський трилер німецького режисера Крістіана Алверта за участі володарки премії «Оскар» Рене Зеллвегер.

## Сюжет
Начальство вважає, що співробітниця соціальної служби Емілі Дженкінс (Рене Зельвегер) недостатньо завалена роботою, і доручає їй чергову справу № 39. Емілі повинна розібратися в непростій ситуації, що склалася в сім'ї 10-річної Лілліт. Дівчинка стверджує, що батьки хочуть зжити її зі світу і проведене розслідування начебто підтверджує слова дитини. Недбайливі батьки опиняються за ґратами й Емілі добивається дозволу стати опікуном Лілліт. Проте незабаром героїня фільму починає усвідомлювати, що в історії дівчинки не все так однозначно. З появою дитини в житті Емілі та її знайомих починають відбуватися загадкові, нез'ясовні і вельми страшні явища, які не раз змусять Емілі пошкодувати про своє рішення.

## У ролях
- Рене Зеллвегер — Емілі Дженкінс
- Джодель Ферланд — Лілліт Салліван
- Бредлі Купер — Дуґлас Дж. Еймс
- Іян Макшейн — детектив Майк Беррон
- Каллум Кейт Ренні — Едвард Салліван
- Керрі О'Меллі — Маргарет Салліван

## Цікаві факти
- Найскладнішим завданням для творців фільму на стадії підготовки до зйомок виявилося знайти виконавицю на роль противника Зеллвегер — маленької дівчинки на ім'я Лілліт. Після тривалих кастингів в Канаді вирішили вибрати Джоделль Ферланд, вже відому за фільмами «Країна припливів» та «Сайлент Хілл»[3].